# 820'erne
Århundreder: 8. århundrede – 9. århundrede – 10. århundrede
Årtier: 770'erne 780'erne 790'erne 800'erne 810'erne – 820'erne – 830'erne 840'erne 850'erne 860'erne 870'erne
År: 820 821 822 823 824 825 826 827 828 829